# Felice Albano
Felice Albano (Avella, 14 de março de 1929 – Roma, 5 de maio de 2019) foi um prefeito e oficial italiano.

## Encargos
Prefeito de Isérnia : de 1 de abril de 1987 a 1 de setembro de 1991 . 
Prefeito de Frosinone : de 2 de setembro de 1991 a 9 de julho de 1995 . 

## Honras
Ordem do Mérito do Grande Oficial da República Italiana 
-2 de junho de 1991
Cavaleiro da Ordem do Mérito da República Italiana 
-2 de junho de 1992